# Эрсдорф (Зегеберг)
Эрсдорф (нем. Oersdorf) — община в Германии, в земле Шлезвиг-Гольштейн.
Входит в состав района Зегеберг. Подчиняется управлению Кисдорф. Население составляет 867 человек (на 31 декабря 2010 года). Занимает площадь 6,65 км².